# جيمس ساندرسون
جيمس ساندرسون (بالإنجليزية: James Sanderson)‏ هو ضابط أمريكي، ولد في 27 ديسمبر 1925 في سيلما في الولايات المتحدة، وتوفي في 10 أغسطس 2010 في Naval Medical Center Portsmouth ‏ في الولايات المتحدة.